# ويليام ووكر (سياسي)
ويليام ووكر (بالإنجليزية: William Walker)‏ هو سياسي أسترالي، ولد في 26 فبراير 1828، وتوفي في 12 يونيو 1908. انتخب عضو الجمعية التشريعية نيو ساوث ويلز عن دائرة Electoral district of Windsor (New South Wales) ‏ (12 مارس 1860 – 15 نوفمبر 1869) وانتخب عضو المجلس التشريعي نيو ساوث ويلز (8 فبراير 1888 – 12 يونيو 1908).